# Édouard Louis Trouessart
Édouard Louis Trouessart, född den 25 augusti 1842 i Angers, död den 30 juni 1927 i Paris, var en fransk zoolog.
Trouessart var professor i zoologi vid naturhistoriska museet i Paris. Han författade många skrifter över kvalster och däggdjur. Här kan nämnas 
Faune des mammifères d'Europe (1910). Särskilt erkännande vann Trouessart för sitt nyttiga och mödosamma arbete Catalogus mammalium tam viventium quam fossilium (3 delar, 1898–1904).